# Fórum (politická strana)
Fórum (do roku 2024 Maďarské fórum) je slovensko-maďarská politická strana působící na Slovensku. Stranu založil její současný předseda Zsolt Simon s dalšími kolegy, kteří také opustili Most-Híd. Strana podporuje spolupráci mezi Slováky a Maďary.

## Historie
Strana vznikla odchodem několika členů ze strany Most-Híd, v čele se Zsoltem Simonem, který v Národní radě působil od roku 2016 jako nestraník kvůli nesouhlasu se vstupem strany do třetí vlády Roberta Fica společně se stranami SMER-SD, SNS a #SIEŤ.
V dubnu 2023 se Maďarské fórum dohodlo s dalšími menšími politickými subjekty (Občianski demokrati Slovenska, Za regióny, Strana rómskej koalície a Demokratická strana) na spolupráci v nadcházejících parlamentních volbách, kdy členové těchto stran kandidovali na kandidátkách Maďarského fóra.
V parlamentních volbách v roce 2023 strana získala 0,11 % hlasů a nedostala se do Národní rady.
V prezidentských volbách v roce 2024 strana podporovala diplomata a bývalého ministra zahraničních věcí Ivana Korčoka.

## Vedení strany
- Zsolt Simon – předseda
- Zsolt Gál – místopředseda
- Attila Mikolai – místopředseda
- Péter Balázs – člen predsednictva
- László Bindics – člen predsednictva
- Tamás Bojtoš – člen predsednictva
- Éva Csurkó – členka predsednictva
- László Zoltána – člen predsednictva
- Tihamér Szolárd – člen predsednictva

## Volební výsledky

### Parlamentní volby
| Volby | Počet hlasů | Hlasy v % | Změna | Mandátů | Změna | Postavení       |
| ----- | ----------- | --------- | ----- | ------- | ----- | --------------- |
| 2023  | 3 486       | 0,11      | –     | 0       | –     | Mimoparlamentní |